# 龙港主恩堂
龙港主恩堂是浙江省龙港市的12个基督教堂中规模最大的一个，是新教各派联合礼拜的教堂。主恩堂此名由丁光训於他1990年探訪溫州教會而起，現教會外還有他的書法：「基督是教會的頭與基石。」
1984年龙港建镇前称为方岩下，只有一些渔民信徒，属于1928年后兴起的基督徒聚会处（方岩堂）。他们经过了1958年消灭宗教的试炼，坚持了下来。1985年5月份的第二个主日，从乡下迁到龙港的13户自立会信徒和20户内地会信徒，在信徒家中开始了第一个联合礼拜。1986年，信徒增至三百多户，于是用五万元人民币买了一个简易厂房。1990年，教徒奉献财物，自己动手建成4层教堂，第二层有1800个座位。到1995年，已有4000教徒。（当时龙港市区在册基督教徒人数6800人）。